# 坂本大造

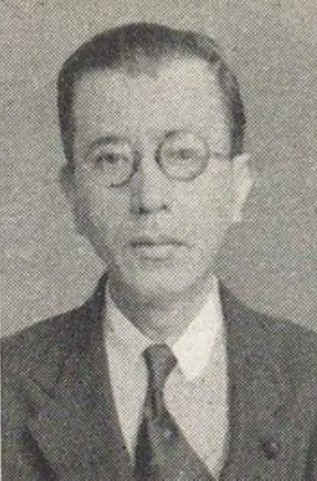
坂本大造

坂本 大造（さかもと だいぞう、1894年（明治27年）12月8日 - 1964年（昭和39年）7月29日）は、大正から昭和期の造船技術者、政治家、華族。貴族院男爵議員。

## 経歴
本籍・長野県。海軍士官・坂本俊篤の長男として生まれる。父の死去に伴い、1941年（昭和16年）6月2日、男爵を襲爵した。
1916年（大正5年）早稲田大学理工科を卒業した。同年、横浜船渠に入社。その後、石川島造船所に移り、工作部鍛錬工場長、鋳鍛部部長代理などを務めた。
1946年（昭和21年）6月29日、貴族院男爵議員補欠選挙で当選し、公正会に所属して活動し1947年（昭和22年）5月2日の貴族院廃止まで在任した。

## 親族
- 母：こう（五味吉房、四女）[1][3]
- 妻：冨士子（原鎗三、二女）[1]
- 男子：俊造[1]
- 女子：松子（田中敬夫人）[1]
- 甥：原昌三